# Kanton Tassin-la-Demi-Lune
Kanton Tassin-la-Demi-Lune (francouzsky Canton de Tassin-la-Demi-Lune) je francouzský kanton v departementu Rhône v regionu Rhône-Alpes. Tvoří ho dvě obce.

## Obce kantonu
- Francheville
- Tassin-la-Demi-Lune